# پورتلون
latitudeپورتلونlongitudeپورتلون
پورتلون (به انگلیسی: Porthleven) یک شهرک و fishing port در بریتانیا است که در کورنوال واقع شده‌است.

## نگارخانه

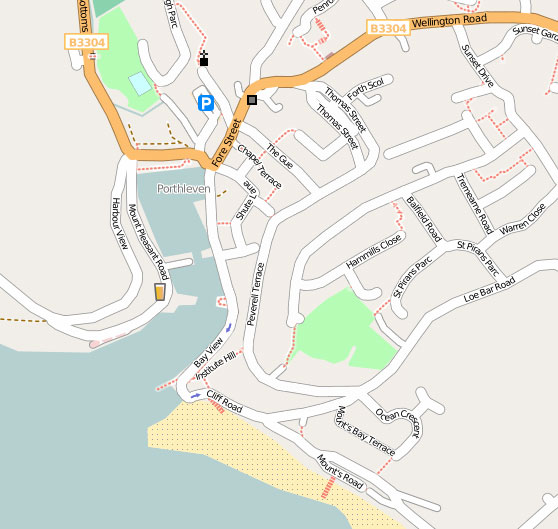
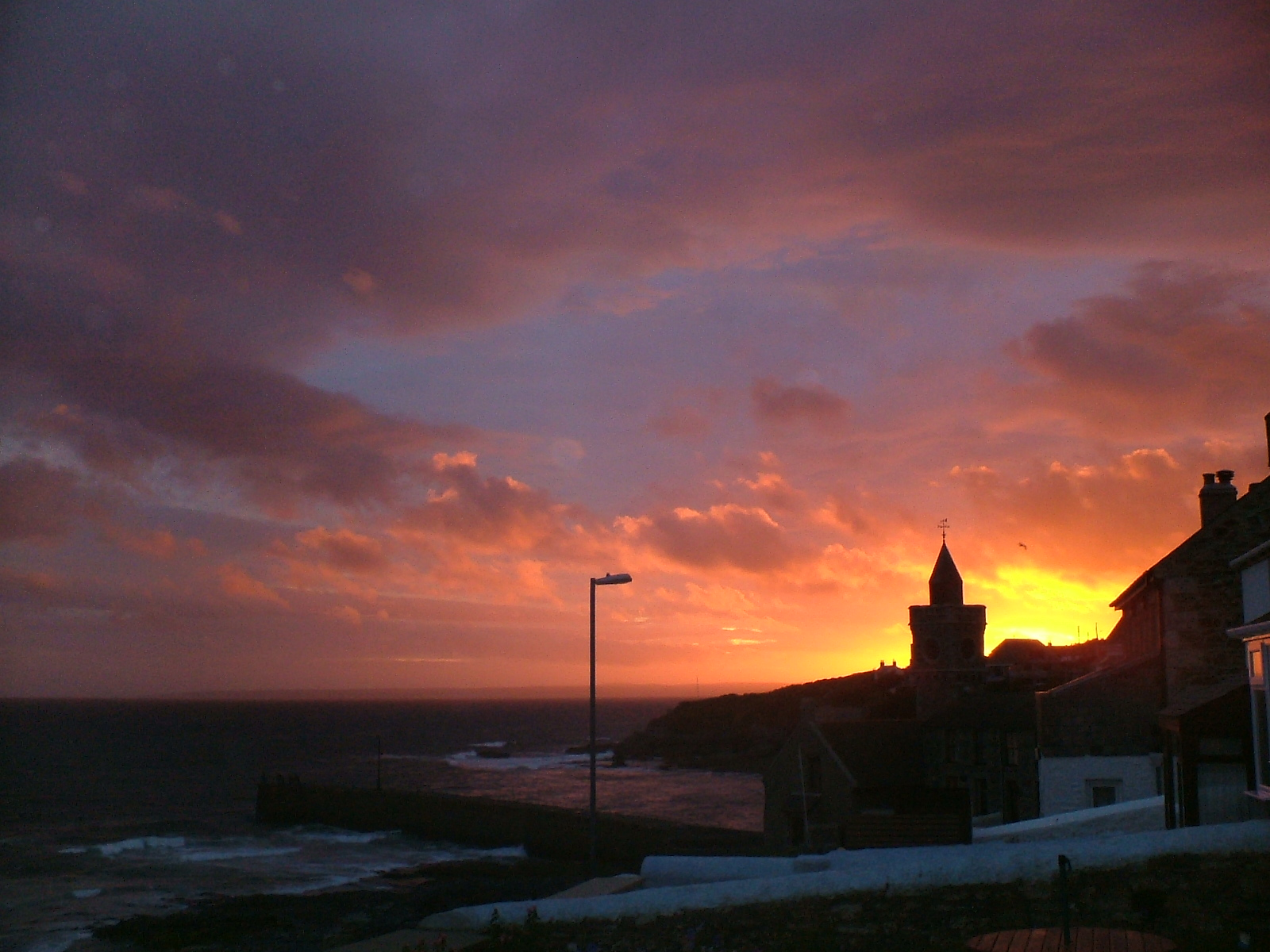
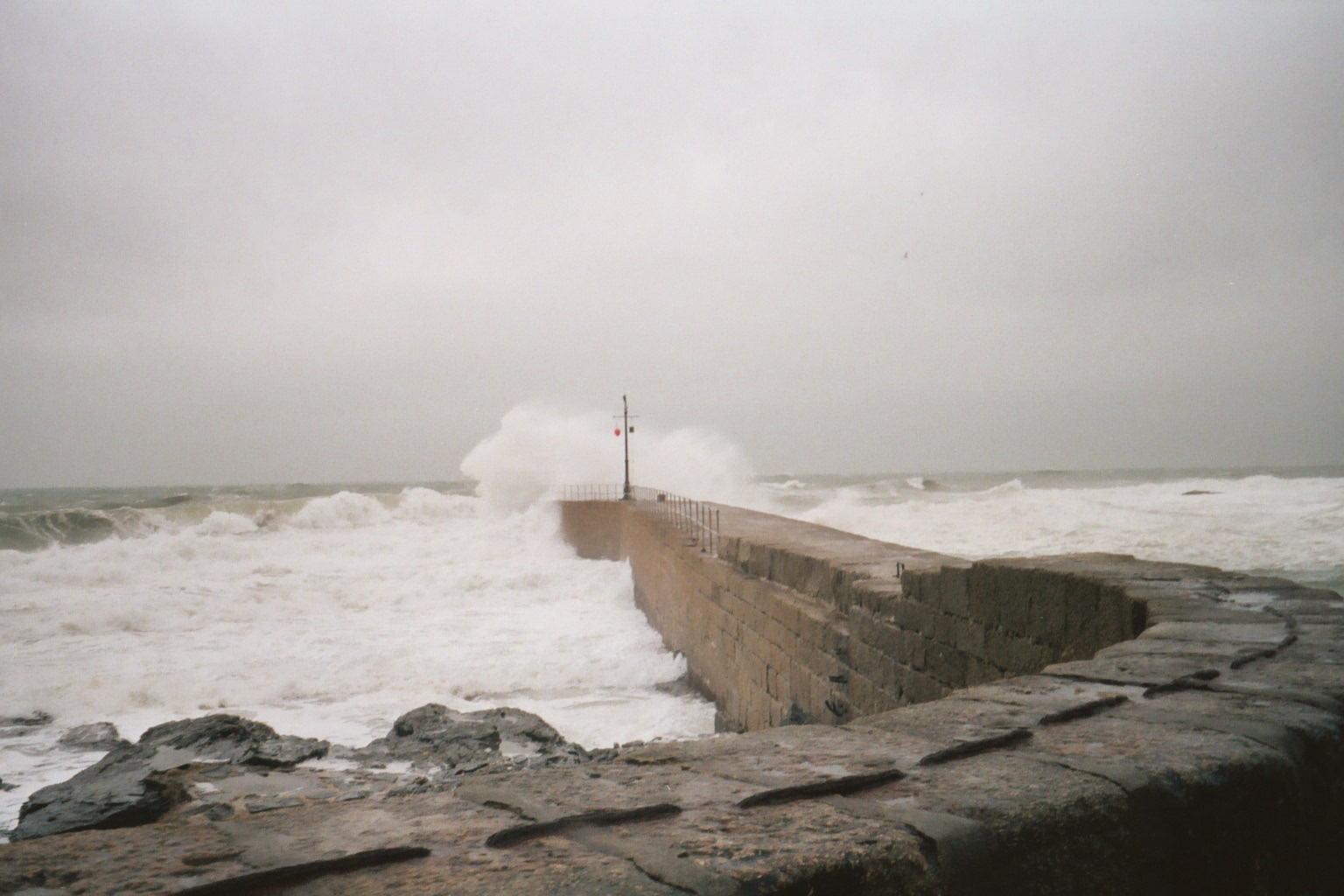
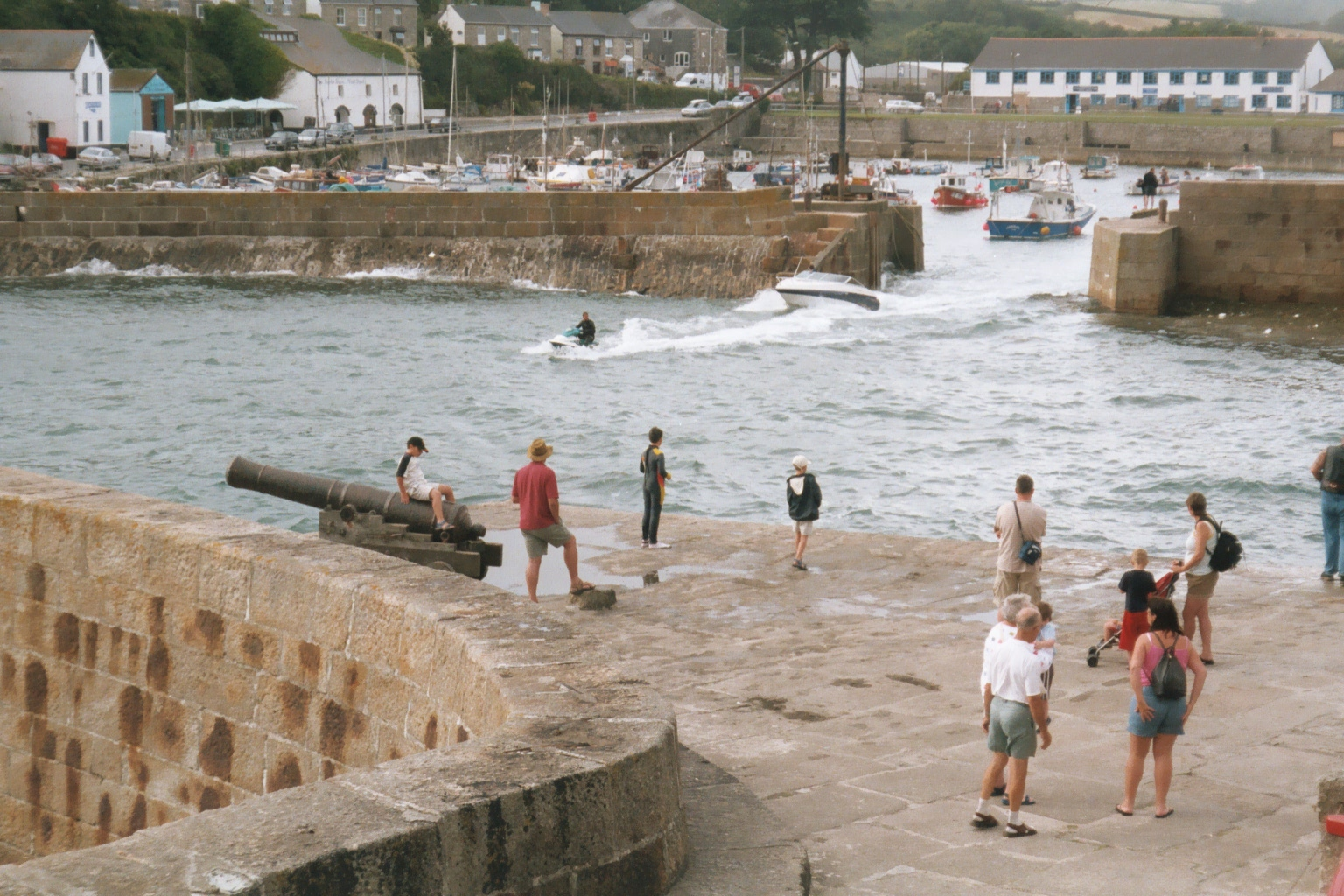

## خصوصیات
پورتلون ۳٬۱۹۰ نفر جمعیت دارد.